# Circuit des Deux-Sèvres
Ne doit pas être confondu avec Tour des Deux-Sèvres.
Le Circuit des Deux-Sèvres est une ancienne course cycliste française disputée dans le département des Deux-Sèvres de 1933 à 1954

## Palmarès
| Année | Vainqueur         | Deuxième         | Troisième        |
| ----- | ----------------- | ---------------- | ---------------- |
| 1933  | Paul Chocque      | Maurice Clochard | R. Texereau      |
| 1934  | Jean Bidot        | Lucien Allory    | René Deguai      |
| 1935  | René Debenne      | Louis Thiétard   | Maurice Clochard |
| 1936  | Pierre Cogan      | Philippe Bono    | Maurice Clochard |
| 1937  | Raymond Louviot   | Fernand Cornez   | Éloi Tassin      |
| 1938  | Georges Lachat    | Jules Merviel    | Gino Sciardis    |
| 1939  | Émile Bruneau     | Maurice Clochard | Gilles Thone     |
| 1951  | Gabriel Gaudin    | Félix Bermúdez   | Guy Allory       |
| 1952  | Maurice Gruber    | Paul Pineau      | Robert Rippe     |
| 1953  | Pierre Mancicidor | Tino Sabbadini   | Félix Bermúdez   |
| 1954  | Joseph Cigano     | Robert Desbats   | Jean Brun        |